# فرودگاه نیروی هوایی سلطنتی ساتون بریج

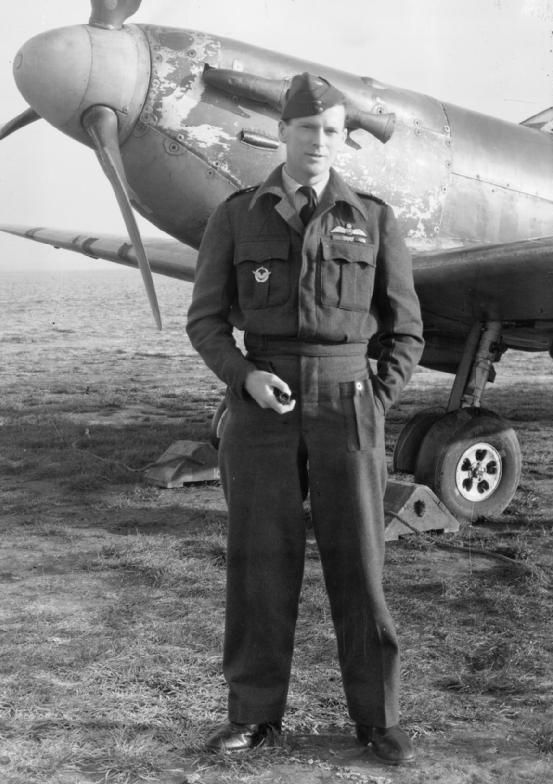
فرودگاه نیروی هوایی سلطنتی ساتون بریج

فرودگاه نیروی هوایی سلطنتی ساتون بریج (به انگلیسی: RAF Sutton Bridge) یک فرودگاه است . این فرودگاه در کشور انگلستان قرار دارد .